# Вулиця Калиновий Ріг
Ву́лиця Кали́новий Ріг — вулиця в Оболонському районі міста Києва, котеджний комплекс «Італійський квартал». Пролягає від Луківської вулиці до Богатирського проїзду.
Прилучається проїзд Калиновий Ріг.

## Історія
Виникла у першій половині 2010-х років як вулиця без назви. Сучасна назва — з 2014 року, на честь урочища Калиновий Ріг, розташованого неподалік.